# Gyaritus varius
Gyaritus varius är en skalbaggsart som först beskrevs av Francis Polkinghorne Pascoe 1864.  Gyaritus varius ingår i släktet Gyaritus och familjen långhorningar. Inga underarter finns listade i Catalogue of Life.